# Canalirogas maculatus
Canalirogas maculatus är en stekelart som beskrevs av Van Achterberg 1996. Canalirogas maculatus ingår i släktet Canalirogas och familjen bracksteklar. Inga underarter finns listade.